# Megaselia fungicola
Megaselia fungicola är en tvåvingeart som först beskrevs av Daniel William Coquillett 1895.  Megaselia fungicola ingår i släktet Megaselia och familjen puckelflugor.
Artens utbredningsområde är New York. Inga underarter finns listade i Catalogue of Life.